# Taniec rządzi
Taniec rządzi (ang. „Shake It Up”) – program z serii Disney Channel Original Series stworzony przez Chrisa Thompsona. Premiera odbyła się 7 listopada 2010 na Disney Channel USA.
16 marca 2011 roku został potwierdzony drugi sezon serialu, który miał swoją premierę we wrześniu 2011 roku w USA, zaś w Polsce zadebiutował w lutym 2012 roku.
4 czerwca 2012 roku został oficjalnie potwierdzony trzeci sezon serialu, który miał premierę 14 października 2012 roku. W tym sezonie dochodzi do jednej zmiany, Kenton Duty nie występuje w roli głównej.
Latem 2013 roku zostało ogłoszone, że 3. sezon jest ostatnim sezonem serialu.

## Fabuła
Trzynastoletnie przyjaciółki, Cecilia „CeCe” Jones i Raquel „Rocky” Blue, od dziecka marzyły o zostaniu zawodowymi tancerkami. Los dał im szansę spełnienia tego marzenia – otrzymały możliwość występu jako tancerki w programie tanecznym pod nazwą „Taniec rządzi w Chicago” w lokalnej telewizji. CeCe i Rocky łamią wszelkie zasady aby odnieść sukces, wystawiając na próbę swoją przyjaźń i przeżywając kolejne przygody. Serial pokazuje ich wzloty i upadki.
W serialu postacie są bardzo podobne do swoich aktorów/aktorek. Rocky i Zendaya są wegetariankami. CeCe (Cecilia) i Bella (Annabelle) mają dysleksję oraz używają pseudonimów, a nie swoich rzeczywistych imion. Ty i Roshon są zarówno tancerzami i raperami.

## Obsada

### Główna
- Cecilia „CeCe” Jones (Bella Thorne) - to niezależna, zadziorna, uparta i ambitna dziewczyna. Uwielbia taniec. Jej celem jest zostać profesjonalną tancerką. Przyjaźni się z Rocky, z którą tańczy w programie telewizyjnym „Taniec rządzi w Chicago”. Ubiera się bardzo oryginalnie. Ma dysleksję. Jej młodszym bratem jest Flynn, a matką Georgia. Ma naturę przywódczyni, często rządzi Rocky. Jest niska. Potrafi śpiewać.
- Raquel Oprah „Rocky” Blue (Zendaya) - jest mądrą, skrupulatną i opanowaną dziewczyną. Przyjaźni się z CeCe, z którą tańczy w programie. Jest wegetarianką. W szkole ma same piątki. Jest młodszą siostrą Ty'a oraz córką Marcie i doktora Curtisa. Czasami ma dość tego, że CeCe nią pomiata, jednak potrafi jej to wybaczyć. Jest bardzo wysoka - ma ponad 170 cm wzrostu. Potrafi śpiewać.
- Flynn Jones (Davis Cleveland) - to młodszy i bardzo bystry brat CeCe oraz syn Georgii. Uwielbia jeść bekon, oraz grać w gry komputerowe. Przyjaźni się z Henrym, korepetytorem CeCe. Jest sprytny i robi wszystko, by na czymś zarobić.
- Ty Blue (Roshon Fegan) - to starszy brat Rocky. Jest wyluzowany i delikatny. Umie łagodnie obchodzić się z kobietami. Często zajmuje się Flynnem, gdy jego mama pracuje. Przyjaźni się z Deucem. Bardzo dobrze tańczy.
- Deuce Martin Martinez (Adam Irigoyen) - przyjaciel Rocky, CeCe, Flynna i Ty'a. Pod kurtką ma mały sklepik. Jest sprytny, wyluzowany, ma wielu znajomych i zawsze wszystko wie. Wszędzie ma kontakty. Jego dziewczyna to Dina. Od drugiego sezonu jest kelnerem w restauracji wujka Franka.
- Günther Hessenheffer (Kenton Duty) - bliźniak Tinki pochodzący z małego górskiego kraju o niemożliwej do wymówienia nazwie. Jego zauważalny akcent i zamiłowanie do błyszczących ciuchów wyróżnia go z tłumu. Jest znajomym, a jednocześnie rywalem Rocky i CeCe w programie „Taniec rządzi w Chicago” i w szkole. Jest możliwie zakochany w CeCe, mimo że rzadko to okazuje. W trzecim sezonie wraca do rodzinnego kraju, ale bez Tinki.
- Tinka Hessenheffer (Caroline Sunshine) - bliźniaczka Gunthera pochodząca z małego górskiego kraju o niemożliwej do wymówienia nazwie. Jej zauważalny akcent i zamiłowanie do błyszczących ciuchów wyróżnia ją z tłumu. Jest znajomą, a jednocześnie rywalką Rocky i CeCe w programie „Taniec rządzi w Chicago” i w szkole, jednak w trzecim sezonie się z nimi zaprzyjaźnia.

### Drugoplanowa
- Georgia Jones (Anita Barone) - to mama CeCe i Flynna. Pracuje jako policjantka. Lubi porządek oraz jak jest pozmywane jak wraca z pracy. Jest rozwiedziona.
- Gary Wilde (R. Brandon Johnson) - to prowadzący program „Taniec rządzi w Chicago”. Jest egoistą. Lubi być wpatrzonym w siebie. Lubi CeCe i Rocky, lecz nie lubi Tinki i Gunthera.
- Henry Dillon (Buddy Handleson) - to bardzo mądry młody chłopak. Jest już na studiach. Pracuje jako korepetytor. Przyjaźni się z Flynnem. Jest geniuszem. Ćwiczy karate.
- Dina Garcia (Ainsley Bailey) - to dziewczyna Deuce'a. Podobnie jak on w kurtce posiada mały sklepik. Przyjaźni się z CeCe i Rocky.
- Marcie Blue (Carla Renata) - matka Rocky i Ty'a oraz żona Curtisa. Ma własny zakład fryzjerski. Potajemnie przed mężem kupiła samochód.
- Curtis Blue (Phil Morris) - tata Rocky i Ty'a oraz mąż Marcie. Jest lekarzem. Chciałby, aby jego dzieci w przyszłości zostały lekarzami tak jak on.
- Wujek Frank (Jim Pirri) - wujek Deuce'a oraz założyciel restauracji Crusty's.
- Klaus Hessenheffer (Nicholas Braico) - to kuzyn Tinki i Gunthera. Jest bardzo zły. Potrafi zajść za skórę każdemu. Może wyłączyć elektryczność, a nawet słońce.
- Pan Polk (Joel Brooks) - to nauczyciel, który uczy w szkole Rocky i CeCe.
- Jeremy Hunter (Anthony Starke) - to kapitan straży pożarnej. Obecnie spotyka się z Georgią, matką CeCe.
- Logan Hunter (Leo Howard) - to syn Jeremy’ego i miał być przyrodnim bratem CeCe i Flynna.

## Wersja polska
Wersja polska: SDI Media Polska

Reżyseria: Artur Kaczmarski 

Dialogi: Marta Robaczewska 

Teksty piosenek: Tomasz Robaczewski

Kierownictwo muzyczne: Agnieszka Tomicka

Wystąpili:
- Maria Niklińska – CeCe Jones
- Agnieszka Marek – Rocky Blue
- Mateusz Narloch –
  - Deuce Martinez,
  - Harrison (odc. 45)
- Beniamin Lewandowski – Flynn Jones (odc. 1-7, 9-12, 14-30, 33-40, 43-46)
- Franciszek Dziduch –
  - Klaus Hessenheffer (odc. 32, 46),
  - Flynn Jones (odc. 47-71, 73-78),
  - L. J. (odc. 72)
- Adam Pluciński – Ty Blue
- Jacek Bończyk – Gary Wilde
- Grzegorz Drojewski – Gunther Hessenheffer
- Monika Pikuła – Tinka Hessenheffer
- Ewa Konstancja Bułhak – Georgia Jones
- Joanna Borer –
  - Marcie Blue,
  - Brenda (odc. 25),
  - pani Nancy (odc. 32)
- Kacper Cybiński – Henry Dillon
- Barbara Zielińska – pani Locassio (odc. 3, 15, 57)
- Robert Kuraś –
  - Lee (odc. 4),
  - Kent Boyd (odc. 7)
- Bartosz Martyna –
  - Phil (odc. 4),
  - Julio (odc. 27),
  - Adam Trent (odc. 32)
- Olga Omeljaniec –
  - Kelnerka (odc. 4),
  - Ronnie (odc. 16)
- Marta Dobecka – Tasha Brooks (odc. 4)
- Fabian Kocięcki – mężczyzna w restauracji (odc. 4)
- Paweł Szczesny –
  - Sensei Ira (odc. 7),
  - pan Block (odc. 24),
  - Tom (odc. 47),
  - pan Watanabe (odc. 50-52)
- Kajetan Lewandowski – Justin Starr (odc. 8)
- Anna Wodzyńska –
  - Danielle (odc. 8),
  - Ricky Z (odc. 11),
  - Angie (odc. 16)
- Andrzej Blumenfeld – pan Polk (odc. 10)
- Justyna Bojczuk – Savannah (odc. 11)
- Mieczysław Morański – Don Rio (odc. 13)
- Dominika Sell –
  - Dina (odc. 13, 27, 31, 33, 37, 39, 43-45, 48, 55-56, 66, 70, 72-73, 78),
  - Sarah (odc. 14),
  - Toi Toi (odc. 50-52)
- Matylda Kaczmarska –
  - Sally Van Buren (odc. 13),
  - Bo (odc. 23),
  - mała Rocky (odc. 24)
- Joanna Kopiec – Eileen Keller (odc. 13)
- Wojciech Paszkowski – Napoleon Fontaine (odc. 15)
- Izabela Dąbrowska – Squitza Hessenheffer (odc. 18)
- Jakub Szydłowski –
  - Kashlack Hessenheffer (odc. 18),
  - wujek Frank (odc. 22-23, 26, 28)
- Krzysztof Cybiński –
  - reżyser reklam (odc. 18),
  - Hank (odc. 38),
  - dyżurny (odc. 41),
  - Kent (odc. 47),
  - trener Leser (odc. 67, 74)
- Robert Tondera –
  - burmistrz Bartlet (odc. 23),
  - dr Curtis Blue (odc. 26, 36, 56, 61),
  - ochroniarz (odc. 31),
  - Mikołaj (odc. 33)
- Magda Kusa –
  - mała CeCe (odc. 24),
  - Dylynn (odc. 57)
- Jan Piotrowski – Zane (odc. 25)
- Adrian Perdjon – D’Artagnan (odc. 25)
- Aleksander Mikołajczak –
  - Theodore Van Glorious (odc. 28),
  - pan Polk (odc. 30, 67),
  - Larry Diller (odc. 34)
- Natalia Jankiewicz – Lucy (odc. 34)
- Grzegorz Kwiecień –
  - Mike (odc. 29),
  - Andy Burns (odc. 31),
  - Mark Taussig (odc. 36),
  - John (odc. 42),
  - spiker (odc. 46),
  - Rosero (odc. 47),
  - Itou (odc. 50-52),
  - kapitan Jeremy Hunter (odc. 53-54, 58-59, 64)
- Joanna Węgrzynowska –
  - pani Andrews (odc. 30),
  - Michi (odc. 51-52)
- Katarzyna Kozak – Edie Wilde (odc. 35)
- Michał Podsiadło –
  - Matt Tucker (odc. 37),
  - gwary (odc. 39, 41),
  - Ichiro Wantanabe (odc. 50-52)
- Marek Robaczewski – Ira (odc. 38)
- Zuzanna Galia –
  - Gloria (odc. 38),
  - Gina (odc. 39),
  - gwary (odc. 41),
  - marna tancerka (odc. 73),
  - Stacy Paruso (odc. 74),
  - Bigitte (odc. 75),
  - młoda Georgia Jones (odc. 77)
- Anna Szymańczyk –
  - panna Burke (odc. 39),
  - reporterka (odc. 41),
  - sędzia Marsha Sanders (odc. 46)
- Julia Kołakowska –
  - gwary (odc. 39, 41),
  - Kate (odc. 40)
- Andrzej Chudy –
  - Dave Gold (odc. 40),
  - dyrektor Rabinoff (odc. 41)
- Joanna Pach – fanka CeCe i Rocky (odc. 40)
- Iga Kreft – Abigail (odc. 42)
- Janusz Wituch –
  - J.J. Jones (odc. 39, 64),
  - Ralf (odc. 42),
  - Robert Lautner (odc. 43)
- Kamil Kula –
  - Kevin (odc. 43),
  - Monroe (odc. 71)
- Beata Wyrąbkiewicz –
  - prowadząca program „Życie nastolatków” (odc. 47),
  - Cansas (odc. 48),
  - Keiko Ishizuka (odc. 50-52)
- Łukasz Lewandowski – android Andy (odc. 50-52)
- Artur Kaczmarski –
  - fotograf (odc. 54),
  - dorosły Flynn (odc. 58),
  - WOKBOT 5000 (odc. 58),
  - głos z głośnika w centrum handlowym (odc. 60),
  - Igor (odc. 63),
  - inspektor zdrowia (odc. 65),
  - telefon Jamesa (odc. 70)
- Maciej Falana –
  - Howie (odc. 54),
  - Byron (odc. 73)
- Józef Pawłowski –
  - Jason (odc. 54),
  - Logan (odc. 59-60, 62-64, 68, 72)
- Marta Kurzak –
  - Margie (odc. 55, 71, 74),
  - asystentka Phila (odc. 76)
- Jakub Jankiewicz – okularnik (odc. 55)
- Piotr Deszkiewicz –
  - Louis (odc. 56),
  - prezenter radiowy (odc. 58)
- Julia Siechowicz –
  - Jaycee (odc. 57),
  - dziewczynka w basenie z piłkami (odc. 57)
- Agata Paszkowska – Marlee (odc. 60)
- Ewa Prus –
  - inna tancerka (odc. 60),
  - Carly Rae Jepsen (odc. 62)
- Robert Jarociński –
  - Phil (odc. 60-61, 65, 76),
  - Siergiej (odc. 63)
- Adam Krylik –
  - Lance Daniel (odc. 61),
  - Steven Zigfield (odc. 62)
- Monika Węgiel –
  - panna Burke (odc. 62),
  - Madame Tiffany (odc. 71)
- Tomasz Kozłowicz – pan Martinez, tata Deuce’a (odc. 66)
- Anna Gajewska – pani Garcia, mama Diny (odc. 66)
- Paweł Ciołkosz –
  - James (odc. 67, 70-71),
  - Casper Carringthon III (odc. 68)
- Kamil Pruban
- Wojciech Romańczyk
- Agnieszka Judycka
- Tomasz Robaczewski
- Barbara Lauks
- Łukasz Węgrzynowski
- Katarzyna Owczarz
- Agnieszka Pawełkiewicz
- Natalia Sikora

i inni
Lektor: Artur Kaczmarski

## Odcinki
| Seria | Seria | Odcinki | Oryginalna emisja    | Oryginalna emisja | Oryginalna emisja | Oryginalna emisja |
| Seria | Seria | Odcinki | Premiera serii       | Finał serii       | Premiera serii    | Finał serii       |
| ----- | ----- | ------- | -------------------- | ----------------- | ----------------- | ----------------- |
|       | 1     | 21      | 7 listopada 2010     | 21 sierpnia 2011  | 29 stycznia 2011  | 14 stycznia 2012  |
|       | 2     | 31      | 18 września 2011     | 17 sierpnia 2012  | 25 lutego 2012    | 19 stycznia 2013  |
|       | 3     | 26      | 14 października 2012 | 10 listopada 2013 | 16 lutego 2013    | 29 marca 2014     |

## Specjalny finał drugiej serii
Firma Licensing International Expo ogłosiła, że powstanie film na podstawie serialu, jednak przed premierą ogłoszono, że będzie to specjalny 90 minutowy odcinek i jednocześnie finał drugiego sezonu serialu. Premiera odbyła się 17 sierpnia 2012 roku.